# Service autrichien de la paix
 (janvier 2016).
Le service autrichien de la paix est le plus petit des trois secteurs promus par l’Association pour le service autrichien à l'étranger ; cette association, selon le § 12b de la loi sur le service civil, est une initiative à but non lucratif, fondée en 1998 par le politologue Andreas Maislinger, originaire d'Innsbruck (Tyrol, Autriche), dont l’objectif est de trouver des places pour les Autrichiens souhaitant faire leur service à l'étranger. Le service civil d'une durée de dix mois est alors remplacé par un service de douze mois auprès d’une association partenaire à l’étranger.

## Description

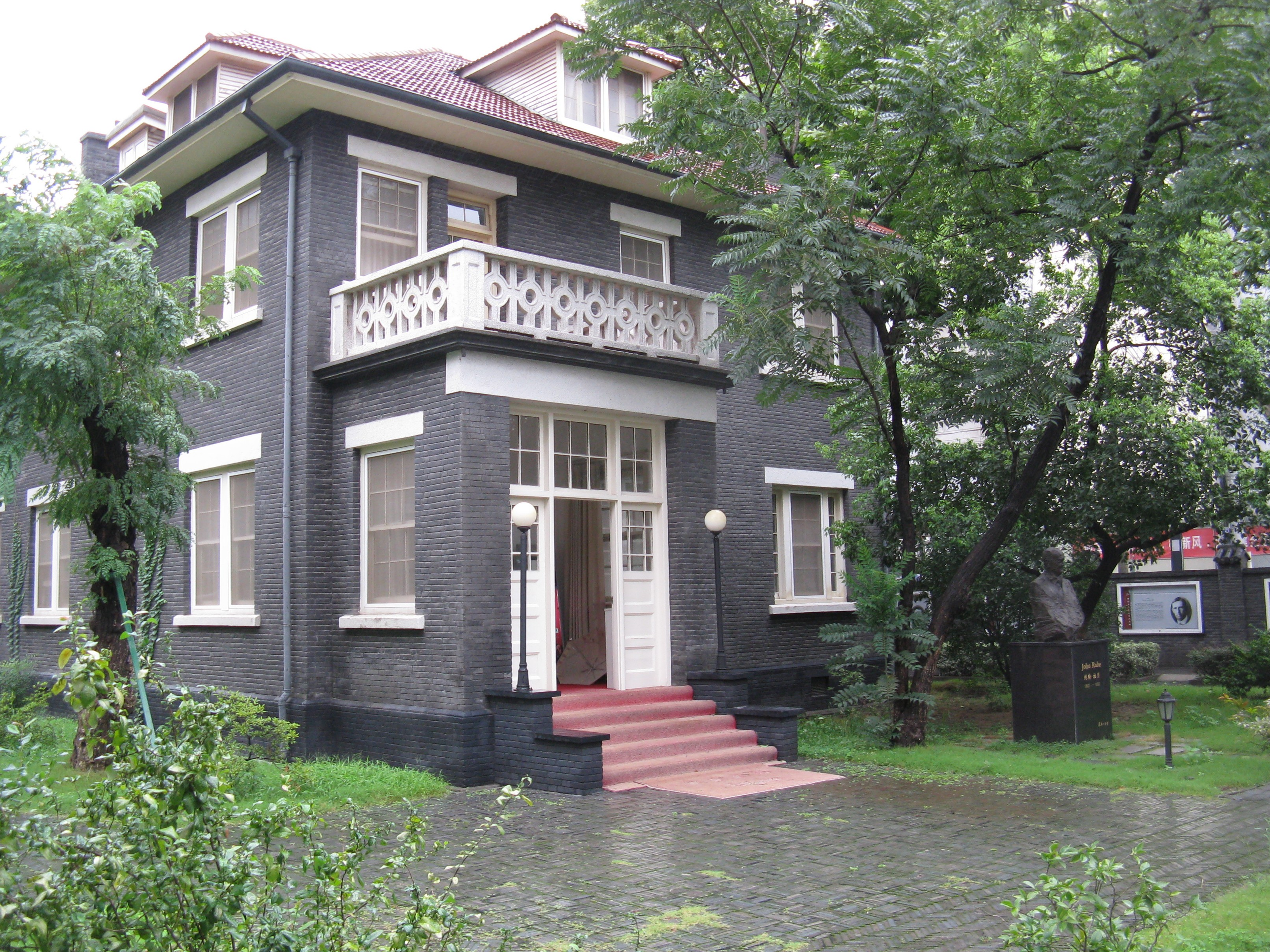
La maison de John Rabe, Nankin, en juillet 2008.

Le service autrichien de la paix est une des possibilités offertes par le service autrichien à l'étranger, lequel est une alternative au service militaire obligatoire en Autriche, qui est offerte aux jeunes citoyens et dont les champs d’action se situent surtout dans le domaine social.
L’Association pour le service autrichien à l'étranger offre ainsi une alternative au service civil dans les domaines suivants :
- le service autrichien de la Mémoire (Gedenkdienst) ;
- le service social autrichien (Sozialdienst) ;
- le service autrichien de la paix (Friedensdienst).

Aujourd’hui il y a quatre organisations partenaires qui accueillent des volontaires du service autrichien de la paix :
- le United for Intercultural Action (Pays-Bas), le plus grand réseau européen contre le nationalisme, le racisme, le fascisme et pour le soutien des migrants et réfugiés ;
- la Hiroshima Peace Culture Foundation (Japon), qui a pour objectif d’abolir les armes nucléaires et d’instaurer la paix dans le monde ;
- le Alternative Information Center (Israël), qui s’engage pour la paix entre les Palestiniens et les Israéliens en faisant des recherches et des analyses sur la société et le conflit en Israël ;
- le John Rabe and International Safety Zone Memorial Hall (Chine) qui se trouve dans la maison de John Rabe à Nankin ; le but principal est de commémorer les efforts héroïques de John Rabe et des autres membres de la Nanjing Safety Zone pour protéger les innocents pendant le massacre de Nankin, au cours de la deuxième guerre sino-japonaise.

## Les associations partenaires du service autrichien de la paix
Israël
- Jérusalem - The Alternative Information Centre (service autrichien de la paix)

 Japon
- Hiroshima - Peace Culture Foundation (service autrichien de la paix)

 Pays-Bas
- Amsterdam - United for Intercultural Action (service autrichien de la paix)

 Chine
- Nankin - Mémorial John Rabe (service autrichien de la paix)